# Divini Redemptoris
Divini Redemptoris – encyklika papieża Piusa XI ogłoszona w Rzymie w dniu 19 marca 1937, szerzej znana pod tytułem De communismo atheo (pol. O bezbożnym komunizmie); w całości została ona poświęcona kwestii zagrożenia komunistycznego.
Przy pisaniu encykliki papież korzystał z materiałów administratora apostolskiego Moskwy bpa Pie Eugène Josepha Neveu.

## Treść
Papież opisuje zarys ideologii komunistycznej, wskazując na przyczyny, dla których jest ona nie do pogodzenia z nauką Kościoła katolickiego, w szczególności na materializm dialektyczny i teorię walki klas. Komunizm zostaje nazwany „bezbożnym” i „barbarzyńskim”, a także określony jako „przerażające niebezpieczeństwo”. Jako przyczynę szerzenia się tej ideologii Papież postrzega niedostatek wcielenia w życie nauki społecznej Kościoła Katolickiego, co doprowadziło do nadmiernych nierówności ekonomicznych. Analogicznie – środkiem zaradczym jest w ocenie Piusa XI propagowanie tej nauki i wcielanie w życie ideału państwa i społeczeństwa chrześcijańskiego.
W pierwszej części encykliki Papież Pius XI przedstawił stosunek Kościoła katolickiego wobec ideologii komunistycznej. Pius XI wskazał, że Kościół katolicki nigdy nie milczał względem doktryny komunistycznej i potępiał jej implementowanie w społeczeństwach państw takich jak Rosja, Meksyk czy Hiszpania. Kolejno w drugiej części encykliki Papież poddaje analizie doktrynę komunistyczną – wymienia jej pochodzenie (materializm dialektyczny Karola Marksa), wskazuje na odrzucenie hierarchiczności w imię „absolutnej równości”, a także przestrzega przed poglądami komunizmu na instytucję małżeństwa i rodziny (według ideologii komunistycznej wychowanie dzieci przynależy społeczeństwu).
Następnie Pius XI przechodzi do omówienia propagandy komunistycznej, której zarzuca obłudę w głoszeniu haseł poprawy położenia materialnego klasy robotniczej (gnoza polityczna) oraz wykorzystywania różnic społecznych wynikających z rasy czy różnych ustrojów politycznych państw. Dalej zostaje podniesiona sprawa stanu robotników w gospodarce kapitalistycznej przed rewolucją komunistyczną. Zdaniem Piusa XI liberalizm przyniósł szkodę klasie robotniczej w sprawach nie tylko materialnych ale przede wszystkim w kwestiach religijno-moralnych, gdyż klasa robotnicza ze względu na pracę świadczoną kapitałowi, zaniedbała obowiązki związane z duchowością. Przy tym Papież wskazuje na laicyzację społeczeństwa poprzez odejście od wartości konserwatywnych na rzecz liberalizmu oraz na brak udziału prasy w komentowaniu zjawiska komunizmu po roku 1917 („zmowa milczenia”). Papież przeanalizował również w encyklice sytuację polityczną w Rosji, Meksyku i Hiszpanii, wnioskując, że „owocami komunizmu” są prześladowania za wyznawaną religię, masowe zbrodnie oraz niszczenie kultury materialnej, która niezgodna jest w swojej istocie z założeniami ideologii komunistycznej (np. niszczenie kościołów i klasztorów w Hiszpanii w czasie wojny domowej w tym państwie).
Trzecia część encykliki zwraca uwagę na Boga jako istotę najwyższą oraz umiejscawia człowieka jako jednostkę oraz jako cząstkę w społeczeństwie. Pius XI podkreśla wyższość społecznej nauki Kościoła nad innymi doktrynami społeczno-politycznymi ukazując jej dorobek oraz przypomina postać Leona XIII odnośnie jego zasług w tworzeniu stowarzyszeń chrześcijańskich robotników (encyklika Rerum novarum) jak również przypomina swoją – Quadragesimo anno.
Czwarta część encykliki poświęcona została działaniom jakie społeczeństwo miałoby podjąć, by przeciwstawić się ideologii komunistycznej. Papież Pius XI wymienia kolejno „środki zaradcze”, które służyć mają odnowieniu życia chrześcijańskiego w społeczeństwach:
- odnowa życia prywatnego i publicznego zgodnie z Ewangelią;
- nakierowanie własnego życia na dobra duchowe względem dóbr ziemskich;
- skupienie się na przykazaniu miłości i jego realizowanie w życiu codziennym;
- odpowiedzialność związana ze sprawiedliwością społeczną;
- upowszechnienie społecznej nauki Kościoła (poprzez media);
- ochrona społeczeństwa przed propagandą komunistyczną oraz modlitwa i pokuta.

Ostatnia, piąta część encykliki Divini Redemptoris przedstawiła narzędzia służące realizacji działań wymienionych w części czwartej, którymi są:
- praca duszpasterska kapłanów w środowiskach robotniczych;
- działalność Akcji Katolickiej i jej organizacji pomocniczych;
- docieranie do organizacji zawodowych (robotników, rolników, studentów, lekarzy czy inżynierów);
- organizowanie administracji państwowej w taki sposób, by ta spełniała swoje funkcje pomocnicze względem obywateli.

Na zakończenie encykliki Divini Redemptoris Pius XI odnosi się do postaci św. Józefa jako człowieka należącego do „stanu robotniczego”.

## Spis treści
- Czcigodni Bracia, pozdrowienie i Błogosławieństwo Apostolskie!
- CZĘŚĆ I – Stanowisko Kościoła wobec komunizmu
  - Dawniejsze orzeczenia
  - Orzeczenia obecnego pontyfikatu
  - Nieodzowna potrzeba nowego uroczystego dokumentu
- CZĘŚĆ II – Doktryna i owoce komunizmu
  - Doktryna
    - Fałszywy ideał
    - Materializm ewolucyjny Marksa
    - Przeznaczenie człowieka i rodziny
    - Czym jest społeczeństwo?

  - Propaganda
    - Złudne obietnice
    - Liberalizm drogą do komunizmu
    - Podstępna i rozległa propaganda
    - Spisek milczenia w prasie

  - Smutne następstwa
    - Rosja i Meksyk
    - Okrucieństwa komunizmu w Hiszpanii
    - Naturalne owoce systemu
    - Walka przeciw wszystkiemu co Boże
    - Kochający Ojciec pamięta o uciśnionych narodach Rosji
- CZEŚĆ III – Świetlana nauka Kościoła
  - Rzeczywistość najwyższa: Bóg
  - Człowiek i rodzina w świetle rozumu i wiary
  - O społeczeństwie: wzajemne prawa i obowiązki człowieka i społeczeństwa
  - Porządek gospodarczo-społeczny
  - Hierarchia społeczne i prerogatywy państwa
  - Wyższość społecznej nauki Kościoła
  - Czy Kościół rzeczywiście nie stosował swej nauki w praktyce?
- CZĘŚĆ IV – Środki zaradcze
  - Odnowienie życia chrześcijańskiego
    - Podstawowe lekarstwo: Szczera odnowa życia prywatnego i publicznego w świetle Ewangelii
    - Oderwanie się od dóbr doczesnych
    - Miłość chrześcijańska
    - Obowiązki sprawiedliwości
    - Sprawiedliwość społeczna
    - Zaznajomienie się ze społeczną nauką Kościoła i jej upowszechnienie
    - Zabezpieczenie się przed podstępami Komunizmu
    - Modlitwa i pokuta
- CZĘŚĆ V – Narzędzia i siły pomocnicze w społecznej pracy Kościoła
  - Akcja Katolicka
  - Organizacje pomocnicze
  - Organizacje zawodowe
  - Odezwa do katolickich robotników
  - Konieczność zgody między katolikami
  - Odezwa do wszystkich, którzy wierzą w Boga
  - Obowiązki państwa chrześcijańskiego
  - Troska o dobro wspólne
  - Mądra i przewidująca administracja
  - Wolność dla Kościoła
  - Ojcowskie wezwanie do błądzących
- ZAKOŃCZENIE
  - Święty Józef wzorem i opiekunem

W tych sześciu częściach zawiera się 82 podpunkty zakończone podpisem papieża Piusa XI.